# Alex Rocco
Alex Rocco, pseudonimo di Alessandro Federico Petricone (Cambridge, 29 febbraio 1936 – Studio City, 18 luglio 2015), è stato un attore statunitense di origini italiane.
Ha preso parte a film sia comici che thriller, in particolare ispirati alla mafia.

## Biografia

### Primi anni
Nacque a Cambridge, nel Massachusetts, il 29 febbraio del 1936, figlio di Alessandro Federico Petricone Sr., detto Sam, e di Mary DiBiase (nata Maria Di Biase), ambedue immigrati italiani originari di Gaeta (in provincia di Latina). Crebbe nella vicina Somerville, in cui visse a stretto contatto con diversi futuri esponenti della famigerata Winter Hill Gang, pericolosa organizzazione criminale irlandese-americana, generatasi proprio nel quartiere di Winter Hill a Somerville e poi allargatasi a tutta l'area metropolitana di Boston, con un giro d'affari illeciti esteso per l'intero Massachusetts. 
Secondo una testimonianza del pentito della famiglia Patriarca (acerrima rivale della Gang) Vincent Teresa, il giovane Petricone, conosciuto al tempo col soprannome di Bobo, avrebbe involontariamente contribuito alla scoppio della prima delle cosiddette guerre di mafia irlandese, causando una rissa in cui alcuni membri della Gang ridussero in fin di vita George "Georgie" McLaughlin (membro della rivale Charlestown Mob), reo d'aver importunato con delle avances indesiderate l'allora fidanzata dell'attore; il fatto venne confermato anche dal giornalista Howie Carr, indefesso ricercatore e studioso della storia del sottobosco criminale bostoniano, che segnalò inoltre che l'attore potrebbe esser stato implicato all'epoca nell'omicidio di Bernard "Bernie" McLaughlin, fratello di Georgie, riportando come, nell'ottobre del 1961, egli venne tratto in arresto assieme all'allora capo della Gang James "Buddy" McLean per essere interrogato sulla sua morte, ma venendo poi quasi subito rilasciato poiché ritenuto non indiziabile.
In seguito si trasferì in California, dove assunse il nome d'arte di "Alex Rocco", stabilendosi a Los Angeles e convertendosi alla religione bahá'í. Una volta divenuto un attore affermato, Rocco si ritroverà nel nativo Massachusetts per le riprese del film Gli amici di Eddie Coyle (1973) di Peter Yates, dove face da mediatore per Robert Mitchum con diversi membri della Winter Hill Gang, come Howard "Howie" Winter e John Martorano, al fine di permettere al celebre attore di prepararsi al meglio per il ruolo dell'eponimo protagonista.

### Carriera
Dopo aver lasciato la carriera criminale, Petricone entrò nel mondo del cinema, girando il suo primo film, Il padrino (1972), nel ruolo di Moe Greene. In seguito girò il film Gli amici di Eddie Coyle, ambientato nei quartieri criminali di Boston, una parte molto vicino alla sua precedente carriera. Altri film famosi di Petricone includono Prima o poi mi sposo, nel ruolo di Salvatore, e Smokin' Aces. Nel film Disney/Pixar, A Bug's Life - Megaminimondo, doppiò la formica Thorny. Nel film Music Graffiti interpretò il ruolo di Playtone Records.
In seguito Petricone partecipò a varie serie televisive e sitcom, tra le quali L'albero delle mele.

### Morte
È morto di cancro il 18 luglio 2015, all'età di 79 anni.

## Filmografia

### Cinema
- Motorpsycho! (Motor Psycho), regia di Russ Meyer (1965)
- Carne fresca per sette bastardi (Brute Corps), regia di Jerry Jameson (1971)
- Il padrino (The Godfather), regia di Francis Ford Coppola (1972)
- Stanley, regia di William Grefé (1972)
- Gli amici di Eddie Coyle (The Friends of Eddie Coyle), regia di Peter Yates (1973)
- Una strana coppia di sbirri (Freebie and the Bean), regia di Richard Rush (1974)
- Quella pazza famiglia Fikus (Fire Sale), regia di Alan Arkin (1977)
- Herbie sbarca in Messico (Herbie Goes Bananas), regia di Vincent McEveety (1980)
- Professione pericolo (The Stunt Man), regia di Richard Rush (1980)
- Entity (The Entity), regia di Sidney J. Furie (1981)
- Toccato! (Gotcha!), regia di Jeff Kanew (1985)
- La scuola degli orrori (Return to Horror High), regia di Bill Froehlic (1987)
- Scarlatti - Il thriller (Lady in White), regia di Frank LaLoggia (1988)
- Un piccolo sogno (Dream a Little Dream), regia di Marc Rocco (1989)
- Il mio papà è il Papa (The Pope Must Die), regia di Peter Richardson (1991)
- Music Graffiti (That Thing You Do!), regia di Tom Hanks (1996)
- Dudley Do-Right, regia di Hugh Wilson (1999)
- Prima o poi mi sposo (The Wedding Planner), regia di Adam Shankman (2001)
- The Country Bears - I favolorsi (The Country Bears) regia di Peter Hastings (2002)
- Prova a incastrarmi - Find Me Guilty (Find Me Guilty), regia di Sidney Lumet (2006)
- Smokin' Aces, regia di Joe Carnahan (2006)

### Televisione
- Get Smart - serie TV (1967)
- Kojak - serie TV (1973)
- Three for the Road – serie TV, 12 episodi (1975)
- Starsky & Hutch - serie TV, 2 episodi (1977)
- Hardcastle & McCormick (Hardcastle and McCormick) – serie TV, episodio 2x02 (1984)
- La signora in giallo (Murder, She Wrote) - serie TV, episodi 1x15-2x19 (1985-1986)
- L'albero delle mele (The Facts of Life) - serie TV (1981-1988)
- Teddy Z (The Famous Teddy Z) - serie TV, 20 episodi (1989-1990)
- Milionari a Beverly Hills (How to Murder a Millionaire), regia di Paul Schneider - film TV (1990)
- Matrimonio d'onore (Love, Honor & Obey: The Last Mafia Marriage), regia di John Patterson - film TV (1993)
- Sabrina, vita da strega (Sabrina, the Teenage Witch) - serie TV, 1 episodio (1999)
- The Division - serie TV (2001-2004)
- E.R. - Medici in prima linea (ER) - serie TV, 1 episodio (2005)
- Magic City – serie TV, 8 episodi (2012-2013)

### Doppiatore
- I Simpson (The Simpsons) - serie animata, 3 episodi (1990-1997)
- A Bug's Life - Megaminimondo (A Bug's Life), regia di John Lasseter e Andrew Stanton (1998)
- Batman: Year One (2011)

## Doppiatori italiani
Nelle versioni in italiano delle opere in cui ha recitato, Alex Rocco è stato doppiato da:
- Elio Zamuto in Prova a incastrarmi - Find Me Guilty, Smokin' Aces
- Bruno Alessandro in Scarlatti, Magic City
- Fabrizio Pucci in The Country Bears - I favolorsi, Il padrino (ridoppiaggio)
- Luigi Vannucchi ne Il padrino
- Pino Colizzi in Starsky & Hutch (ep. 2x21)
- Luciano De Ambrosis in Starsky & Hutch (ep. 3x08-3x09)
- Gianni Marzocchi in Una strana coppia di sbirri
- Giuliano Persico in Herbie sbarca in Messico
- Romano Ghini in Toccato!
- Paolo Lombardi ne La signora in giallo (ep. 1x15)
- Dario Penne ne La signora in giallo (ep. 2x19)
- Mario Milita in Un piccolo sogno
- Guido Sagliocca in Get Shorty
- Giancarlo Padoan in Dudley Do-Right
- Vittorio Di Prima in Prima o poi mi sposo
- Gianni Giuliano in Private Practice

Da doppiatore è sostituito da:
- Ennio Coltorti in A Bug's Life - Megaminimondo
- Fabrizio Pucci ne I Simpson